# Xande Silva
Alexandre 'Xande' Nascimento Costa Silva (ur. 16 marca 1997 w Porto) – portugalski piłkarz, występujący na pozycji pomocnika w angielskim klubie Nottingham Forest.